# Поллайоло, Симоне дель
Симоне Томмазо д’Антонио дель Поллайоло, также известный по прозванию Кронака (итал. Simone di Tommaso d’Antonio del Pollaiolo detto Il Cronaca, 30 октября 1457, Флоренция — 27 сентября 1508, Флоренция) — итальянский художник: рисовальщик, скульптор и архитектор периода кватроченто эпохи Возрождения флорентийской школы.
По утверждению Джорджо Вазари (не подтверждаемому современными исследователями), Симоне был племянником двух художников, братьев Бенчи: Антонио и Пьеро, известных под прозванием «Поллайоло», потому что их отец Томмазо ди Антонио ди Фруозино торговал цыплятами (итал. рollaiolo — торговец птицей, цыплятами).
Симоне также получил прозвание «Поллайоло», возможно, потому, что обучался ювелирному делу в боттеге (мастерской) Антонио дель Поллайоло. Он также учился резьбе по камню, и в возрасте восемнадцати лет был профессионально определён как «скульптор и каменщик». Но из-за подозрения в содомии вынужден был в 1457 году покинуть Флоренцию и уехал в Рим, где посвятил себя изучению руин древнеримской архитектуры, что зафиксировано в его рисунках и чертежах. После поездки в Рим он получил прозвание «Кронака» (итал. сronaca — летопись, хроника). Причину пояснил в своих «Жизнеописаниях» Джорджо Вазари: будто Симоне так много рассказывал о римских развалинах, которые он посетил, что создал самую настоящую «хронику чудес Рима … действительно всем казалось, что он был летописью вещей в своих рассуждениях».
По возвращении в 1486 году во Флоренцию Симоне дель Поллайоло постепенно зарекомендовал себя в качестве умелого архитектора, искушённого в технических вопросах.
В 1490 году он возглавлял группу каменотёсов на строительстве Палаццо Строцци во Флоренции, где ему приписывают создание великолепного карниза и внутреннего дворика (кортиле); в 1493 году руководил установкой свода вестибюля сакристии Санто Спирито; между 1495 и 1497 годами проектировал «Зал пятисот» и входную лестницу Палаццо Веккьо, координируя работу таких крупных художников, как Леонардо да Винчи, Микеланджело Буонарроти и Джулиано да Сангалло. С 1495 года и до своей смерти Симоне дель Поллайоло был главным строителем флорентийского собора: Санта-Мария-дель-Фьоре. Наконец, в 1504 году им была завершена церковь Сан-Сальваторе-аль-Монте, спроектированная с особым вниманием к темам, заданным Филиппо Брунеллески.
Симоне дель Поллайоло был сторонником гражданских идеалов флорентийской республики и горячим поклонником доминиканского монаха Джироламо Савонаролы. Его техническое мастерство строителя и страсть к классической культуре сыграли важную роль в инициировании публикации трактата Десять книг об архитектуре Витрувия, напечатанного в 1496 году, со значительным увеличением по сравнению с предыдущим римским изданием 1486 года.
Историки архитектуры признают ведущую роль Симоне дель Поллайоло в панораме флорентийской художественной жизни конца XV века и его роль своеобразного посредника между архитектурной практикой Филиппо Брунеллески и последующим периодом тосканского маньеризма.
Симоне умер 27 сентября 1509 года и был похоронен в приходской церкви Сант-Амброджо во Флоренции. Его учеником был Баччо д’Аньоло.